# Achtste Vijfjarenplan (Sovjet-Unie)
Het Achtste Vijfjarenplan van de Unie van Socialistische Sovjetrepublieken was een reeks van productiedoelen en quota, uitgevoerd tussen 1966 en 1970. Het was slechts één in een hele reeks vijfjarenplannen, opgesteld door de Sovjetregering van 1928 tot 1991. "Directieven" voor het plan stelden hoge doelen in voor industriële productie, in het bijzonder voor voertuigen, machines en huishoudapparaten. Deze directieven werden goedgekeurd door het Centraal Comité van de CPSU en door het 23ste Congres van de CPSU, maar de definitieve versie werd nooit geratificeerd door de Opperste Sovjet. Toch werd het plan grotendeels uitgevoerd.

## Thema's

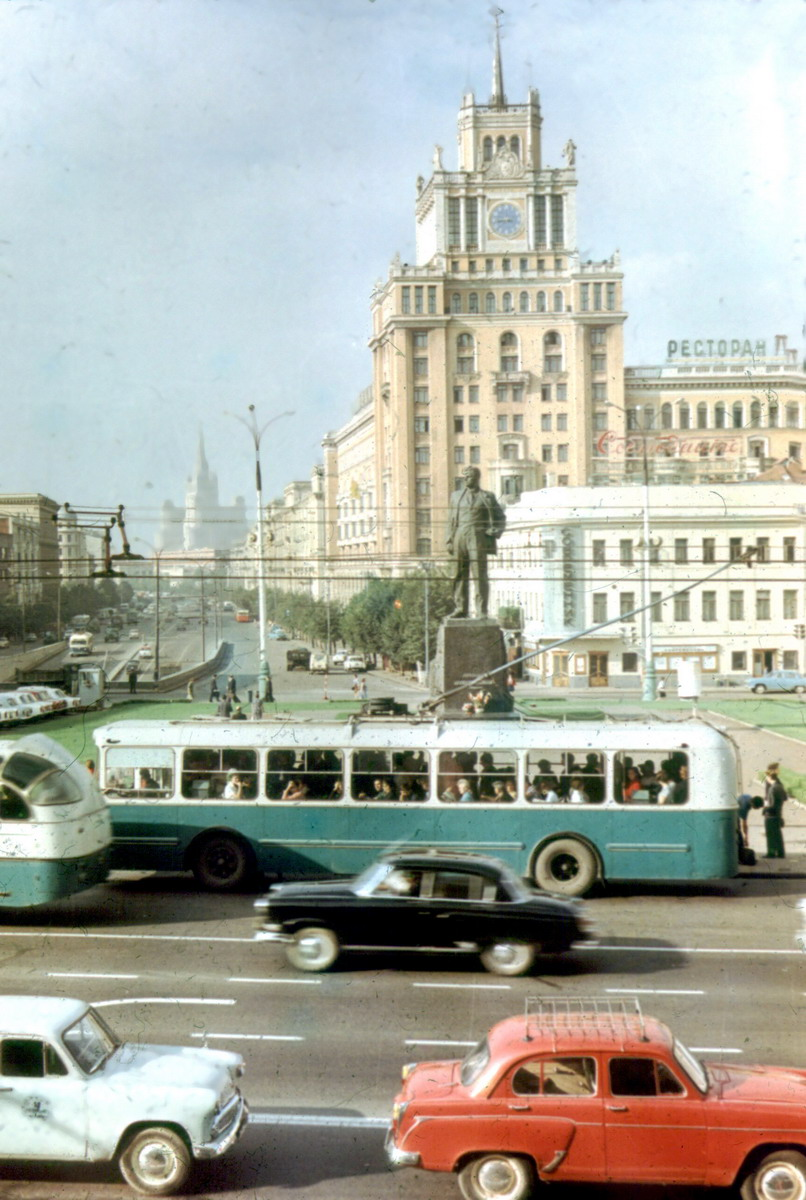
Door het Achtste Vijfjarenplan werd het verkeer, vooral in de steden, drukker

Het achtste vijfjarenplan riep op tot verscheidene veranderingen in de administratie van de economie: sommige organen werden gecentraliseerd, het tegenovergestelde van een plan voor regionale raden uit 1957. Echter kregen fabrieksbazen meer onafhankelijkheid, omdat zij beter zouden kunnen inspelen op de lokale situaties.
Het plan streefde naar burgerlijke welvaart: dit zou leiden tot een tevredener bevolking en dus meer productie. Premier Aleksej Kosygin zei in een toespraak: "Kameraden! De constructie van communisme en de verbetering van de welvaart van de mens zijn onscheidbaar!". Hierbij stelde Kosygin een verregaande loonshervorming voor met: 
- Hogere lonen
- Goedkopere consumptiegoederen
- Betere toegang tot producten zoals televisies, koelkasten en wasmachines

Hoewel werkloosheid in de Sovjet-Unie officieel onbestaande was, bestonden er in regio's als Tadzjikistan, Moldavië en Moskou nog feitelijk werklozen (in het geval van de Sovjet-Unie arbeiders die onnodige baantjes toegewezen kregen). Daarom zouden nieuwe arbeidsprojecten worden gelanceerd in die streken. 
Kosygin vroeg overigens ook om meer militaire uitgaven die naar zijn mening nodig waren als antwoord op de imperialistische oorlogen van de Verenigde Staten.
Met dit plan raakte de slogan "Overtref de VS" in onbruik, aangezien men niet meer streefde naar een hoger staatsinkomen, maar naar persoonlijke welvaart.

## Productiedoelen

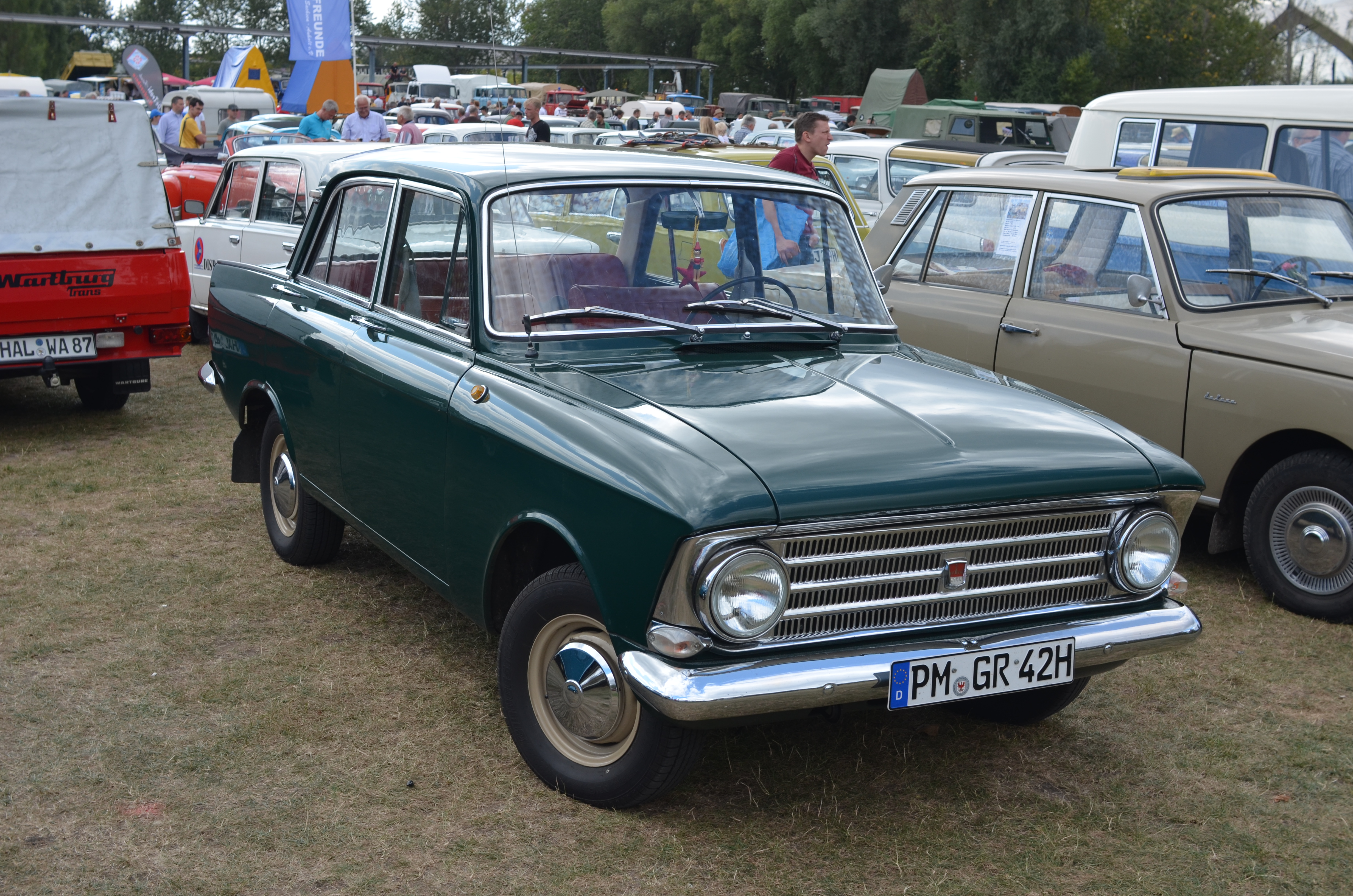
Een Moskvitsj 408, in massaproductie genomen tijdens het Achtste Vijfjarenplan

De grootste veranderingen vonden plaats in de voertuigenindustrie: zij produceerden 3 keer meer dan aan het einde van het vorige plan. Terwijl deze industrie daarvoor vooral vooral vrachtautos en bussen maakte, schakelde men tijdens het achtste vijfjarenplan  meer en meer over op personenauto's zoals de Moskvitsj 408. Wanneer het plan werd afgerond werden er zo'n 53% meer personenauto's geproduceerd. Dit werd mogelijk gemaakt door onder andere hulp van buitenaf: FIAT hielp bijvoorbeeld bij de bouw van de AvtoVAZ-fabriek in Toljatti. Het plan zorgde ook voor een stijging van 25% in de productie van landbouwproducten.
Het budget voor het plan bedroeg 310.000.000.000 roebel.

## Goedkeuringsproces
De directieven van het plan werden eerste door het 23ste Congres van de Communistische Partij van de Sovjet-Unie goedgekeurd, 23 dagen na de publicatie. De directieven werden vervolgens aan Gosplan, het planningsagentschap van de Sovjet-Unie, doorgegeven voor de verwerking in het definitieve vijfjarenplan. Ratificatie door de Opperste Sovjet werd echter meerdere malen uitgesteld. In september 1967 werd er zelfs geen melding meer gemaakt van het plan, en in de plaats daarvan stelde het Centraal Comité eigen plannen op. De loon- en werkhervormingen werden wel goedgekeurd in 1965 en ingevoerd in 1966. 
Gedurende het goedkeuringsproces werden de quota tot 2 keer toe gereduceerd. Uiteindelijk werd het plan toch doorgedrukt zonder de zege van het Centraal Comité.
Technisch gezien was het 8ste Vijfjarenplan het 7de: er was geen 7de Vijfjarenplan omdat het 6de Vijfjarenplan in 1959 onderbroken was door het "Zevenjarenplan".